# Oshkosh (hrabstwo Winnebago)
Oshkosh – miejscowość w Stanach Zjednoczonych, w stanie Wisconsin, w hrabstwie Winnebago.